# حياة في الفضاء (فلم)
حياة في الفضاء (بالإنجليزية: High Life) هو فيلم رعب خيال علمي من إخراج كلير دينيس وبطولة روبرت باتينسون، جولييت بينوش، أندري بينجامين، ميا جوث، اجاتا بوزيك ولارس أيدينجر. صدر الفيلم في صالات السينما في فرنسا في 7 نوفمبر 2018.

## وصلات خارجية
- حياة في الفضاء على موقع IMDb (الإنجليزية)
- حياة في الفضاء على موقع ميتاكريتيك (الإنجليزية)
- حياة في الفضاء على موقع روتن توميتوز (الإنجليزية)
- حياة في الفضاء على موقع ألو سيني (الفرنسية)
- حياة في الفضاء على موقع Turner Classic Movies (الإنجليزية)
- حياة في الفضاء على موقع فيلمافينيتي (الإسبانية)
- حياة في الفضاء على موقع قاعدة بيانات الفيلم (الإنجليزية)
- حياة في الفضاء على موقع ليتربوكسد (الإنجليزية)
- حياة في الفضاء على موقع كينوبويسك (الروسية)